# Volvarina zonata
Volvarina zonata is een slakkensoort uit de familie van de Marginellidae. De wetenschappelijke naam van de soort is voor het eerst geldig gepubliceerd in 1841 door Kiener.